# Carya palmeri
Carya palmeri là một loài thực vật có hoa trong họ Óc chó. Loài này được Manning mô tả khoa học đầu tiên năm 1949.